# Killer Frost
Killer Frost (Escarcha en Hispanoamérica), es un nombre usado por varios supervillanos y superhéroes ficticios que aparecen en los cómics publicados por DC Comics: Crystal Frost, Louise Lincoln y Caitlin Snow. Cada individuo diferente en el Universo DC, asumiendo que la persona de Killer Frost es usualmente una adversaria (o conocida, aliada, interés amoroso) del superhéroe Firestorm.
Varias iteraciones (Crystal Snow y Louise Lincoln) han aparecido en varios proyectos animados y videojuegos, y la mayoría de ellos tienen el personaje expresada por Jennifer Hale. Danielle Panabaker interpreta a Caitlin Snow y su doble personalidad, Killer Frost, en los programas compartidos de DC Arrowverso, en los que es la protagonista de la serie de televisión The Flash.

## Biografía

### Crystal Frost
Crystal Frost apareció por primera vez en Firestorm n.º 3 (junio de 1978). Siendo estudiante en la Universidad de Hudson, se enamoró de su profesor, Martin Stein, con quien terminó enfrentándose al no ser correspondida en sus sentimientos. Los superpoderes de Frost llegaron como consecuencia de haber quedado encerrada en una cámara de congelación y consisten en la capacidad de absorber el calor de los seres vivos y proyectárlo en forma de hielo. Bajo la identidad de Killer Frost, comenzó su carrera asesina contra los seres humanos y combatió contra Firestorm en muchas ocasiones. Finalmente, Frost murió como consecuencia de haber absorbido demasiada energía de Firestorm. Crystal ha sido identificada como uno de los villanos fallecidos enterrados debajo del Salón de la Justicia. Su cuerpo fue reanimado como un Black Lantern.

### Louise Lincoln
La Dra. Louise Lincoln es la segunda encarnación; apareció por primera vez en Firestorm (vol. 2) # 21 (marzo de 1984) y usó el nombre "Killer Frost" en Firestorm vol. 2 # 34 (abril de 1985). Lincoln fue una colega y amiga de Crystal Frost. Después de la muerte de su amiga, decidió repetir el experimento como un último respeto para su antigua mentora, y se convirtió en la segunda Killer Frost. Se volvió tan despiadada como su predecesora y comenzó su propia venganza personal contra Firestorm, a quien culpó por la muerte de Crystal. Ella sirvió brevemente como miembro del Escuadrón Suicida y vendió su alma a Neron para obtener más poder.
Durante el evento Underwold Unleashed, Killer Frost atacó Hawái, congelando parte de las islas antes de ser detenido por Superboy y Knockout.
Después de que un grupo de mafiosos atacara a Lois Lane, Killer Frost rescató a Lois de Solomon Grundy, solo para dejar a la reportera atada y amordazada en un conjunto de vías del tren, con la esperanza de tomar el crédito y ganar la recompensa por la muerte de Lois Lane. Su plan fue frustrado por Superman, quien rescató a Lois antes de que el tren pudiera chocar.
Killer Frost fue liberado más tarde cuando el camión de refrigeración DEO que la transportaba se estrelló. Effigy se topó con el accidente y descubrió que el calor de las habilidades pirocinéticas de Effigy le permitió besar a Effigy sin que él se congelara. Los dos tuvieron una breve asociación coqueta que se disolvió cuando Effigy perdió la paciencia con sus conferencias sobre cómo derrotar a Green Lantern. Después de que Green Lantern los enterrara a ambos bajo una montaña de nieve, Effigy escapó y la abandonó para ser detenida nuevamente.
En el arco de Superman/Batman "Public Enemies", Killer Frost fue uno de los muchos supervillanos que buscaban ganar una recompensa de $ 1 mil millones ofrecida por el Presidente Lex Luthor para sancionar a Superman y Batman. Se unió a Sr. Frío, Icicle (Cameron Mahkent) y al Capitán Frío en un intento de emboscar a los dos héroes en Washington D. C., pero los cuatro fueron derrotados. Atacaron en una segunda ola, junto con más villanos como Giganta y Gorilla Grodd, pero una copia de seguridad similar de los superhéroes los maltrató a todos para someterlos. Más tarde se descubrió que este equipo de villanos con temas de hielo estaba siendo controlado por Grodd.
El Dr. Luz contrató a Killer Frost y Amo de los Espejos para atacar a Flecha Verde y Black Lightning en un hospital en Chicago, Illinois, donde Kimiyo Hoshi estaba retenida. Flecha Verde detuvo a Killer Frost disparando una flecha llena de fuego griego en su muslo. Incapaz de absorber el calor de la flecha, fue derrotada.
Alrededor de este tiempo, Lincoln descubrió que había contraído cáncer y engañó a Jason Rusch, el nuevo Firestorm, para curarla. Con su salud y poderes restaurados, Killer Frost se desató, solo para ser derrotada cuando las habilidades de Jason revirtieron las alteraciones del cuerpo de Lincoln y le devolvieron el cáncer.
Killer Frost regresó durante los eventos de Un año después, donde aparentemente había entrado en una relación con el Sr. Frío. Juntos, los dos villanos se lanzaron a una ola de asesinatos en Manhattan, con la esperanza de atraer a Firestorm a una elaborada trampa. Una vez que llegó el héroe, Killer Frost usó un dispositivo para enviarlos al espacio, donde ella trató de absorber la energía térmica del sol. Firestorm logró por poco detener su plan, y tanto Killer Frost como Sr. Frío fueron detenidos por Batman. Mientras los enviaban lejos, Killer Frost le reveló airadamente a Sr. Frío que ella solo lo había estado usando como un peón, y no tenía ningún interés romántico.
Más tarde se vio a Killer Frost luchando contra Firestorm en el especial de bodas de la Liga de la Justicia de América hasta que llegaron Lex Luthor, Joker y Cheetah, sometieron a Firestorm e invitaron a Killer Frost a unirse a la nueva Liga de la Injusticia. Luego apareció en Salvation Run, donde fue enviada a Prison Planet después de haber sido derrotada y capturada por el Escuadrón Suicida.
En DC Universe # 0, fue vista como miembro de la Sociedad Secreta de Super Villanos de Libra. Más tarde, se la ve como uno de los villanos enviados para recuperar la tarjeta Get Out of Hell Free (Salida del infierno gratis) de los 6 Secretos y finalmente ayudó a asestar el golpe mortal a la enloquecida supervillana Junior y al atormentado vigilante Tarántula. Poco después de este encuentro con los Seis Secretos, Killer Frost apareció como uno de los participantes en un torneo de combate metahumano en Tokio. Fue derrotada por Mujer Maravilla y Canario Negro, que se habían disfrazado de villanas para derribar el torneo desde adentro.
La versión de "DC Rebirth" de Louise Lincoln se estrena en la secuela de "Watchmen", "Doomsday Clock". Mientras que Firestorm considera "La teoría de Superman" como un engaño, Killer Frost afirma que Capitán Átomo, Firehawk, Moonbow y Typhoon son creaciones del gobierno.

### Caitlin Snow

#### The New 52
En septiembre de 2011, The New 52 reinició la continuidad de DC; Killer Frost se reintrodujo en septiembre de 2013, como parte del "Mes de los Villanos" del Forever Evil ; apareció en la única Liga de la Justicia de América # 7.2, también titulada Killer Frost # 1. También se la puede ver en la portada de Forever Evil # 1, lo que sugiere su participación en esa serie en la que se revela que es la Dra. Caitlin Snow, una científica enviada a los laboratorios STAR Outpost # 72 ubicado en el Ártico para trabajar en un motor termodinámico cuyo creador original se había suicidado. Snow descubrió que el lugar había sido infiltrado por agentes de H.I.V.E. Cuando trataron de matarla dentro del motor, Caitlin frenéticamente arrancó el sistema de refrigeración, y esto ocasionó la fusión de su cuerpo con el hielo. Transformándose en un vampiro que debe de alimentarse del calor, mató a los agentes de H.I.V.E. por venganza. Luego salió al frío hasta que se topó con un campamento noruego y también tomó su calor. Tras secuestrar un helicóptero, regresó a su ciudad natal, Pittsburgh. Incluso creó un traje que la ayudó a retener el calor durante más tiempo. Más tarde se encontró con la tormenta de fuego del superhéroe y descubrió que sus poderes podían curar temporalmente su mutación. Intentó recrear la Matriz Nuclear Firestorm varias veces, solo para fallar en cada intento. Cuando Firestorm y la Liga de la Justicia fueron declarados muertos por el Sindicato del Crimen, ella perdió la esperanza de una cura para su condición.
Más tarde, Killer Frost tiene a un científico llamado Byte que rastrea a Martin Stein, el creador original de la Matriz de Firestorm, a su cabina aislada mientras se ocultaba durante la toma de posesión de la Tierra por parte del Sindicato del Crimen. Se encontró con Steve Trevor, quien fue enviado allí en una misión para tratar de encontrar a la Liga de la Justicia que fueron encarcelados dentro de Firestorm. Al enterarse de que estaba vivo, Snow se alió con los dos hombres para encontrarlos. Pronto fueron atacados por supervillanos Multiplex, Black Bison, Hyena, Tempest y Plastique por traicionar al Sindicato. Mientras luchaban contra ellos, Stein, Trevor y Frost se teletransportaron a otra base de ARGUS, donde aprendieron que para liberar a la Liga de la Justicia, necesitaban el Lazo de la Verdad de la Mujer Maravilla. Descubren que Cheetah lo mantenía como un trofeo, la encontraron a ella y a su familia de animales, pero fueron sometidas. El Doctor Luz (Arthur Light) apareció repentinamente y golpeó a todos, excepto a Frost y Trevor, inconscientes. Después de derrotarlo, lograron entregar el Lazo de la Verdad a Cyborg, quien lo usó con éxito para liberar a sus compañeros de equipo.

#### DC: Renacimiento
En DC: Renacimiento, Caitlin Snow es llevada a la Penitenciaría Belle Reve, donde se le presenta al Escuadrón Suicida y Amanda Waller le ofrece un lugar en el equipo. Ella acepta y se une al equipo. Ella ayuda al Escuadrón Suicida en su lucha contra la Liga de la Justicia, pero posteriormente los ayuda contra Maxwell Lord cuando Eclipso lo posee, cuyo intento de aprovechar su "deseo más oscuro" solo desbloquea su deseo de hacer una diferencia. Después, Waller se ve obligado a liberar a Snow bajo la custodia de Batman. Luego se unió a la nueva Liga de la Justicia de América compuesta por Batman, el Átomo, Lobo, Canario Negro, Vixen y Ray.

## Poderes y habilidades
Todas las versiones han demostrado la capacidad de absorber calor de fuentes externas y transmutarlo en ondas de frío. Usando estos poderes, Killer Frost puede crear un brillo de hielo en todo su cuerpo que le otorga mayor durabilidad, causa intensas ventiscas que pueden congelar instantáneamente el objetivo y generar objetos compuestos completamente de hielo, como proyectiles en forma de fragmentos de hielo y defensivos Muros o escudos. También puede congelar instantáneamente la materia animada a través del contacto físico y no puede tocar a una persona normal sin congelarla.
Su debilidad es la necesidad de absorber las fuentes de calor externas para generar hielo: aunque las armas basadas en el calor como los lanzallamas solo la hacen más fuerte, puede ser encarcelada en un entorno frío, como estar encerrada en un camión de refrigeración o enterrada bajo una montaña de nieve. La versión Caitlin Snow de Killer Frost está constantemente plagada de un hambre de calor, que solo puede saciarse absorbiendo el calor de un ser vivo, un proceso que inevitablemente mata a la víctima. Sin embargo, en las historias recientes, parece que finalmente lo consiguió bajo control al absorber solo una pequeña cantidad de calor de cada persona que toca, evitándolas y dejándolas a salvo. Las versiones del personaje de Caitlin Snow y Louise Lincoln han demostrado, aunque de manera inconsistente, la capacidad de volar, ya sea a través de vientos árticos o a través de una forma desconocida de autopropulsión.
Si bien aún no se han establecido los límites exactos de sus habilidades, la cantidad de energía que Frost puede canalizar a la vez parece depender de la cantidad de calor que ha absorbido y almacenado en su cuerpo. Por ejemplo, cuando absorbió todo el calor de Superman (cuyo cuerpo está sobrecargado por energía solar amarilla) durante un enfrentamiento entre la Liga de la Justicia y el Escuadrón Suicida, pudo congelar rápidamente toda la Liga de una sola vez.
También parece que agotar toda la energía térmica que ha almacenado puede poner en peligro la vida de Frost. Si no se alimenta a tiempo, incluso se arriesga a morir de "inanición".
La versión de Caitlin Snow también cuenta con un intelecto de nivel de genio, siendo S.T.A.R. El científico más joven y brillante de Labs antes de su transformación. Podía resolver ecuaciones complejas fácilmente, operar maquinaria generadora de energía pesada y parecía ser especialmente experta en el campo de la física y la investigación sobre energía. Una vez logró crear un prisma de hielo con sus poderes que convirtieron la visión de calor de Superman en un brillante estallido de luz solar para derrotar a Eclipso.
Varias adaptaciones del villano también han descrito las encarnaciones de Crystal Frost y Louise Lincoln que tienen habilidades básicas en el combate cuerpo a cuerpo que utilizan junto con sus poderes, así como una agilidad impresionante, siendo capaz de realizar maniobras como saltos o ruedas de carro con facilidad.

## Otras versiones

### DC Super Friends
• Killer Frost apareció en los DC Super Friends como parte de un grupo de villanos con temática de hielo llamada el "Ice-pack" que encierra una ciudad en el hielo y la nieve.

### Justice League Adventures
• La versión de Crystal Frost Killer Frost apareció junto a Mr. Freeze, Captain Cold, Minister Blizzard, Cryonic Man, Icicle, Polar Lord y Snowman en el cómic Justice League Adventures. 

### Justice League Unlimited
• Killer Frost apareció en el spin-off del cómic Justice League Unlimited junto con su compañero de equipo de la Secret Society (e interés romántico) Heat Wave.

## En otros medios

### Televisión

#### Animación
- La encarnación de Louise Lincoln de Killer Frost aparece en una serie ambientada en el Universo animado de DC, con la voz de Jennifer Hale.[18] Esta versión está motivada por un deseo básico de matar personas y no parece importarle a quién sirve, siempre y cuando tenga la oportunidad de matar.
  - Aparece por primera vez en el episodio de dos partes de la Liga de la Justicia, "Sociedad Secreta" como miembro del equipo homónimo de Gorilla Grodd, aunque finalmente son derrotados por la Liga de la Justicia.
  - Killer Frost también aparece en Liga de la Justicia Ilimitada, habiéndose reincorporado a la Sociedad Secreta de Gorilla Grodd a partir del episodio "I Am Legion". Antes y durante el final de la serie de dos partes "Alive!" y "Destroyer", Lex Luthor toma el control de la Sociedad, pero Grodd lanza un motín. Killer Frost inicialmente se pone del lado de este último antes de desertar a Luthor después de que mata a Grodd y congela a los leales restantes de Grodd. Después de que Darkseid ataca y mata a la mayor parte de la Sociedad, Luthor, Killer Frost y los miembros sobrevivientes unen fuerzas con la Liga de la Justicia para derrotarlo.
- Una encarnación fusionada de Killer Frost aparece en el adelanto del episodio de Batman: The Brave and the Bold, "Darkseid Descending!", nuevamente con la voz de Jennifer Hale. Esta versión se identifica como Louise Lincoln, usa el atuendo de Crystal Frost y se presenta como la vengativa exnovia de Ronnie Raymond. Ella se estrella trata de matar a Ronnie hasta que Batman interfiere. Killer Frost batalla contra Batman y Firestorm. Se las arreglan para derrotarla y la dejan detenida en S.T.A.R. Labs jurando vengarse de Firestorm.
- La encarnación de Crystal Frost (Killer Frost) aparece en Young Justice, con la voz de Sarah Shahi.[18] En el episodio "Independence Day", aparece brevemente al comienzo del episodio, donde ataca Pearl Harbor y es derrotada por Aquaman y Aqualad. En el episodio "Terrors", Killer Frost es vista como una reclusa en Belle Reve. Ella es parte del intento de fuga junto al Capitán Frío, Sr. Frío y ambos Icicle. Se descubre que es en realidad una encubierta Miss Martian cuando deje de Killer Frost de acabar un guardia, pero es detenida por Superboy. En el episodio "Coldhearted", Killer Frost y los otros villanos basados en el manejo del hielo eran sospechosos de estar detrás de las fortalezas de hielo que atacaron a los Estados Unidos. Hugo Strange le dijo a Batman y Flash que ninguno de los villanos a base de hielo dejaron sus celdas especiales.
- La versión de Caitlin Snow de Killer Frost aparece en Justice League Action, con la voz de Mena Suvari.[18] Esta versión fue presentada como atrapada en un extraño accidente que involucró a un termafrost que se convirtió en Killer Frost. En "Freezer Burn", Killer Frost es contratada por el Sr. Frío de quien es fan mientras va al escondite en Gotham City, es perseguida por Firestorm, a la que llama cuando se enamora de ella al mismo tiempo. Killer Frost llega al escondite donde ella derrota a Batman. El Sr. Frío la traiciona y la utiliza para impulsar un avión diseñado para congelar Gotham con su rayo de congelación. Firestorm la libera, y Killer Frost detiene el avión que se estrella. Ella congela a Sr. Frío en un bloque de hielo cuando este último intenta matarla a ella, a Firestorm y a Batman. Después de apagar a Firestorm otra vez, Killer Frost se escapa.
- La versión de Caitlin Snow de Killer Frost aparece en la serie web DC Super Hero Girls, con la voz de Danica McKellar. Esta versión es una estudiante de Super Hero High.
- Una encarnación no identificada de Killer Frost hace cameos sin hablar en Harley Quinn. La apariencia de esta versión se asemeja a la de su contraparte de Batman: Assault on Arkham.

#### Arrowverso
Danielle Panabaker retrata a la Dra. Caitlin Snow en las series The Flash y Arrow, que se encuentran dentro de la familia Arrowverso de programas relacionados de The CW. Su personaje también hace apariciones como invitado ocasional en Arrow (donde debutó), Legends of Tomorrow y Supergirl. En The Flash, forma parte del equipo S.T.A.R. Labs con sede en Ciudad Central, junto con Cisco Ramon / Vibe y Harrison Wells, que apoya a Barry Allen / Flash y tiene una amistad con Iris West.
En la primera temporada, lucha con la muerte de su novio Ronnie Raymond en la explosión del acelerador de partículas que creó varios meta-humanos, pero luego descubre que Ronnie sobrevivió como parte de Firestorm basada en el fuego del superhéroe. Caitlin y Ronnie se casan más tarde, pero poco después Ronnie, mientras ayuda a Flash, desaparece en una singularidad destructiva sobre Central City. Durante la segunda temporada, Caitlin sufre por Ronnie, pero crece más cerca de Hunter Zolomon (disfrazado de Jay Garrick). Luego, desarrolla el suero de Velocidad con Harry Wells para curar la enfermedad revelada de Hunter, antes de la revelación de que el llamado Flash de Tierra-2Es, de hecho, el malvado velocista Zoom de Tierra-2. También se encuentra con su doppelganger Tierra-2, la supervillana a base de hielo, Killer Frost que luego es asesinada por Zoom, y se pregunta qué significa esto para su propia capacidad de hacer el mal.
Caitlin experimenta cambios en la línea de tiempo en la tercera temporada. Después de que la línea de tiempo original se restaure con variaciones sutiles, se demuestra que Caitlin tiene habilidades criocinéticas que mantiene en secreto para el equipo y también desarrolla una segunda personalidad villana. Ella también desarrolla una relación con Julian Albert. Caitlin es aconsejada por su madre, la Dra. Carla Tannhauser, de no usar sus poderes o sus transformaciones serán irreversibles. Las habilidades de Catlin se manifiestan completamente cuando Julian se quita un collar de supresión de poder para que su capacidad de curación pueda salvarla, provocando su transformación de Killer Frost. Actuando como Savitar, El ejecutor personal, Killer Frost lucha contra el equipo Flash junto a él. Después de una pelea con Vibe, se vuelve contra Savitar luego de recibir una cura desarrollada por Julian. Ella defiende a sus excompañeros de equipo de Savitar, en lugar de permitir que los maten. Después de la derrota de Savitar, ella les dice a los demás que aún no está lista para regresar, y se va a redescubrir a sí misma.
En la cuarta temporada, Caitlin y Killer Frost son como Jekyll y Hyde. Ella trabaja en un bar que tiene algunas conexiones con el mundo subterráneo hasta que Cisco le pide que la ayude a recuperar a Barry, y ella está de acuerdo. Caitlin finalmente llega a un acuerdo con sus personalidades duales, dándole la posibilidad de cambiar entre sus dos personas a voluntad, así como a la persona de Killer Frost mostrando un lado más heroico, ya que acepta usar sus poderes para ayudar. En el cruce "Crisis en la Tierra X ", Killer Frost une fuerzas con el resto de los héroes contra los nazis de la Tierra-X. Finalmente, Caitlin se entera de que Killer Frost ya era parte de ella cuando era niña, por lo que no obtuvo sus poderes de la explosión del acelerador de partículas. En la quinta temporada, Caitlin descubre que su padre está vivo, pero ha desarrollado una personalidad dividida llamada Carámbano.

### Película
- La versión de Killer Frost de Louise Lincoln aparece en Superman/Batman: Enemigos Públicos, con Jennifer Hale retomando su papel (por segunda vez [aunque sin acreditar]). En esta película, ella se une a otros villanos de base fría (el Sr. Frío, el Capitán Frío e Icicle) para capturar a Superman debido a una recompensa otorgada por el presidente Lex Luthor. Después de una breve pelea con Batman, son derrotados por Superman.
- La versión de Killer Frost de Louise Lincoln aparece en Batman: Assault on Arkham, nuevamente interpretada por Jennifer Hale (por quinta vez).[24] Esta versión aparece como un miembro del Escuadrón Suicida elegido para irrumpir en el Manicomio Arkham para recuperar datos robados, aunque Amanda Waller asigna a Killer Frost la tarea secreta de matar al Riddler. Ella hace amistad con Rey Tiburón, después de que ella se defiende de un intento de comerla; Rey Tiburón respeta su ferocidad y ella usa la fuerza del metahumano para su ventaja. Ella usa brevemente el arma de Sr. Frío cuando el escuadrón es atacado por Batman, pero tiene problemas para levantar el arma que ella abandona. Killer Frost se escapa después de la batalla y localiza a Riddler, pero decide no matar cuando se entera del verdadero motivo de Waller: Riddler encontró una manera de desactivar las bombas implantadas en los miembros del Escuadrón Suicida. La pareja que se une al Escuadrón y Killer Frost es uno de los cuatro miembros del Escuadrón cuya bomba es desactivada por Riddler; La bomba del Rey Tiburón permanece intacto y es ejecutado rápidamente por Waller, pero la ira de Killer Frost por esta muerte se evapora cuando Araña Negra se expone como Batman. Después que el Joker libera a todos los internos de Arkham, Killer Frost intenta huir de Arkham robando un coche de policía. Sin embargo, Bane agarra y tira el coche. Su destino es desconocido.
- La versión de Crystal Frost de Killer Frost aparece como uno de los personajes principales de Suicide Squad: Hell to Pay, con la voz de Kristin Bauer van Straten. Al igual que Louise Lincoln en Batman: Assault on Arkham, esta iteración aparece como un miembro del Escuadrón Suicida y con un flashback que revela que era una "chica dura" cuando sus poderes se manifestaron y los usó para matar a sus padres abusivos. Killer Frost es uno de los muchos miembros de Escuadrón reunidos por Waller para recuperar una carta mística negra que permite al usuario pasar por alto el infierno e ir directamente al cielo. Después de que el escuadrón se vaya de Denver, Colorado, después de huir de Vándalo Salvaje, Killer Frost es secuestrado por los secuaces del Profesor Zoom, Silver Banshee y Blockbuster. La nano-bomba de Killer Frost se retira de su cuello gracias a los poderes de Zoom, convenciéndola de unirse al equipo de Zoom y traicionando al escuadrón en el proceso. Después de que el Escuadrón logra encontrar la guarida de Salvaje, el equipo de Zoom llega más tarde y Killer Frost atrapa a sus excompañeros de equipo en el hielo (y también congela la boca de Harley Quinn cuando estaba aburrida de escuchar a Harley hablar). Después de que Zoom retira la carta mística del pecho de Savage, Killer Frost luego hace un doble cruce de Zoom matando a Silver Banshee y Blockbuster y luego toma la carta como rescate, ya que ella no cree en la vida futura. Copperhead luego logra liberarse y lucha contra Killer Frost y Waller detona la bomba de Copperhead durante la lucha con Killer Frost, matándolos a ambos.

### Videojuegos
- La versión de Killer Frost de Louise Lincoln se presenta como un personaje antagonista y jugable en Justice League Heroes, con la voz de Nika Futterman.
- La versión de Killer Frost de Louise Lincoln también es un jefe de raid al aire libre en el MMORPG DC Universe Online, con la voz de Christina J. Moore.
- La versión de Crystal Frost de Killer Frost aparece como jefe en Young Justice: Legacy, con la voz de Vanessa Marshall.

#### Lego
- La versión de Killer Frost de Louise Lincoln aparece como un personaje desbloqueable en la versión portátil de Lego Batman 2: DC Super Heroes.
- La versión Caitlin Snow de Killer Frost aparece como un personaje descargable en Lego Batman 3: Beyond Gotham.
- La versión Caitlin Snow de Killer Frost aparece como un personaje principal en Lego DC Super-Villains, con la voz de Jennifer Hale.[25] Aparece por primera vez en la ruptura de la isla de Stryker con el resto de sus compañeros de prisión. Después de su libertad, más tarde la vieron en S.T.A.R. Labs con Amo de los Espejos de un robo de joyería exitosa hasta que más tarde se encontró con los Jóvenes Titanes y el Sindicato del Crimen de América más tarde, donde aprende sobre los verdaderos colores del Sindicato en un titular de periódico que fue traído de vuelta de la Tierra-3. Después de su escapada con el novato de ambos equipos, ella y el novato son acompañados más tarde por ambos, Capitán Bumerang & Deadshot para encontrar a Harley Quinn en los jardines botánicos de Gotham con Hiedra Venenosa luego de una reunión fallida con Perry White. Después de su rescate, gracias al Joker y Livewire de su escapada en Arkham Asylum, Killer Frost se une luego al novato, Gorilla Grodd & El Espantapájaros para liberar a Sinestro en Oa del Green Lantern Corps y su nuevo miembro, Power Ring. Más tarde se la ve con el resto de sus compañeros de equipo y la Liga de la Justicia para detener a Darkseid. El plan de adquirir la Ecuación Anti-Vida y después de su derrota, Killer Frost está más tarde y el resto de la Legión del Mal se va en un destello blanco.

#### Injustice
- La versión de Killer Frost de Louise Lincoln aparece en Injustice: Gods Among Us, nuevamente expresada por Jennifer Hale. En la realidad alternativa, ella es miembro del régimen de Superman y se muestra que tiene su cabello en un estilo Mohawk. Ella lucha contra Flecha Verde en la Mansión Wayne (junto a Solomon Grundy) y Deathstroke en las instalaciones de Ferris Aircraft (junto con Mujer Maravilla). Después de que el régimen Superman es derrotado por Superman, Killer Frost se encuentra entre los miembros del régimen que serán redondeados por la Liga de la Justicia. En su final, Killer Frost se confía demasiado después de su derrota de Superman y los científicos de S.T.A.R. Labs logran detenerla con la intención de usar su capacidad para fortificar los casquetes polares. Sin embargo, la subestiman, y ella se vuelve hacia ellos, y finalmente congela todo el hemisferio occidental. Los sobrevivientes del incidente actualmente luchan para derrocar a la autoproclamada Reina de Hielo.
- Una versión de Killer Frost se menciona en Injustice 2. En el diálogo entre Flecha Verde y Capitán Frío, Flecha Verde comenta sobre qué tan parecidos son ella, Capitán Frío, Icicle y Sr. Frío.

### Misceláneo
Killer Frost apareció en el cómic derivado de Justice League Unlimited junto con su compañero de la Sociedad Secreta (y su actual interés romántico) Heat Wave.